# 东申未来
东申未来（也作東申未来 K•ARTISTS）是中国大陆的艺人经纪公司，成立于2017年6月，于2018年1月正式公开。公司创始人为陈坤和周迅，2020年舒淇加入成为合伙人。

## 旗下艺人
公司的签约艺人有：
- 倪大红（2018-）[4]
- 海一天（2018-终）[5]
- 周游（2018-终）[6]
- 张晓晨（2018-）[7]

- 王紫璇（2018-终）[8]
- 李蔓瑄（2018-终）[9]
- 张婧仪（2018-）[9]
- 舒淇（2020-）[3]

- 贺雨禾（2021-）
- 蒋昀霖（2021-）
- 李嘉灏（2021-）
- 梁晓龙（2021-）
- 林子琳（2021-）
- 刘洋珂（2021-）
- 鹿骐（2021-）
- 祁忆（2021-）
- 阳博（2021-）
- 杨舒伊（2024-）[10]
- 吴芊盈（2024-）[10]